# Пиот, Питер
Питер Пиот (Baron Peter Karel Piot; род. 17 февраля 1949, Лёвен) — бельгийский микробиолог, профессор, специалист по Эболе и СПИДу, деятель мирового общественного здравоохранения. C 1995 по 2008 год исполнительный директор-основатель Объединённой программы ООН по ВИЧ/СПИД (UNAIDS) и заместитель генсека ООН.
С 2010 года возглавляет Лондонскую школу гигиены и тропической медицины, член Королевской академии медицины Бельгии (Koninklijke Academie voor Geneeskunde van België), АМН Великобритании (2011), Леопольдины (2018), иностранный член Национальных медицинских академий США и Франции. Известен как один из первооткрывателей вируса Эбола. В числе борцов с лихорадкой Эбола — Человек 2014 года по версии журнала Time.

## Биография
Родился в семье священника, вырос в небольшом фермерском поселении в Keerbergen.
В 1974 году в Гентском университете получил медицинскую степень.
Затем работал в Institute of Tropical Medicine Antwerp, где в 1976 году оказался в числе первооткрывателей вируса Эбола, в том же году командировался в Заир, где участвовал в мероприятиях по сдерживанию первой зарегистрированной эпидемии Эбола.
В конце 1970-х занимался микробиологией в Антверпенском университете, в 1978 году находился в США у эпидемиолога Кинга Холмса (King Holmes), в 1980 году завершил работу над своей докторской и получил степень доктора философии по микробиологии. После чего вернулся в Institute of Tropical Medicine Antwerp.
В 1980-х возглавлял исследования ВИЧ, принимал участие, среди прочего, в Project SIDA.
В 1992—1994 гг. президент International AIDS Society.
С 2008 по 2011 год президент King Baudouin Foundation.
В 2009/2010 г. занимал кафедру «Знание против бедности» в парижском Коллеже де Франс.
В 1995 году король Бельгии Альберт II пожаловал ему титул барона.
Фелло британской Королевской коллегии врачей.
Опубликовал более 580 научных статей и 16 книг, в частности мемуары «No Time to Lose: A Life in Pursuit of Deadly Viruses» (2012).
Цитаты
- «Мы продолжаем делать успехи в лечении заболеваний, но отстаём в их профилактике» (2017)[5]
- «Ожирение и диабет распространяются как инфекция. Это станет большим вызовом в будущем» (2017)[5]

## Награды и отличия
- Nelson Mandela Award for Health and Human Rights (2001)
- Calderone Prize in Public Health (2003)
- Vlerick Award[англ.] (2004)
- America-Flanders Award (2008)
- Hideyo Noguchi Africa Prize[англ.] (2013)
- Prince Mahidol Award[англ.] (2013)
- Prix International de l’INSERM[нем.] (2015)
- Canada Gairdner Global Health Award[англ.] (2015)
- Золотая медаль Роберта Коха одноимённого фонда (2015)
- President’s Award for Outstanding Contribution to Global Health, Drug Information Association (2015)[6]
- Manson Medal[англ.] (2016)
- Лекция имени Бернала, Биркбек-колледж (2016)
- Edinburgh Medal[англ.] (2017)

Почётный рыцарь-командор британского ордена Святых Михаила и Георгия (2016).
Награждён японским орденом Восходящего солнца I степени (2018).